# モンカルム (駆逐艦)
モンカルム（フランス語：Montcalm, D 642）は、フランス海軍のジョルジュ・レイグ級駆逐艦3番艦。艦名は18世紀の提督ルイ＝ジョゼフ・ド・モンカルムに由来し、この名を受け継いだフランス軍艦としては4代目にあたる。

## 艦歴
「モンカルム」は、DCNブレスト工廠で建造され1975年12月5日に起工、1980年5月31日に進水、1982年5月28日に就役する。
1986年6月8日にニームと命名都市の関係を結ぶ。「モンカルム」はトゥーロンに配備され対潜戦を主任務とし海洋における諸任務に当たる。
1982年から1986年にかけてレバノンに計8回派遣され、1990年から1991年には湾岸危機のためペルシャ湾に派遣され禁輸制裁活動に参加し、1994年および1995年にはシャープ・ガード作戦のためアドリア海に展開する。
2001年以降、不朽の自由作戦における海上阻止行動のためにインド洋に展開し、海上自衛隊から洋上補給も受けている。
2008年2月にNATO各国海軍とFinex演習に参加、10月10日には無人航空機カムコプター S-100（fr:Camcopter S-100）の発着艦試験が行なわれた。2009年2月にランタン2009演習に参加しドイツ海軍と海上補給訓練などの実施する。同年7月にイタリア海軍等とロイヤル・マリナー演習に参加、その後黒海に入りグルジアやウクライナ・オデッサを訪問する。
2010年12月にはアタランタ作戦に参加するためソマリア沖・アデン湾に展開している。